# Meermansburg
De Meermansburg aan de Oude Singel / Oude Vest is het grootste hof in de  Nederlandse stad Leiden. Het werd in 1680 gesticht door Maerten Meerman (bewindsman van de VOC) en zijn vrouw Helena Verburgh. De naam is een samentrekking van de achternamen van de stichters.

## Geschiedenis
Op deze plek stond in de middeleeuwen het klooster Nazareth, dat van 1567 tot 1592 diende als leprozenhuis. In 1596 werd het klooster vervangen door een complex van 63 kleine rug-aan-rug arbeiderswoningen. Vanwege het grote aantal mensen dat er woonde had het al snel de bijnaam "Mierennest". Maerten Meerman en Helena Verburgh kochten destijds deze locatie voor 8500 gulden van het Leidse stadsbestuur. Zij besloten er een hofje te bouwen uitsluitend bestemd voor "eerbaere, nugtere Weduwen ofte Vrouspersonen, ter goeder naeme en fame sijnde, ten minste boven de veertig Jaeren out sijnde, geen kinderen hebbende".
Stadsmeestertimmerman Anthony van Breetvelt ontwierp en bouwde de eerste elf huisjes. Na diens dood in 1681 kreeg Jacobus Roman (1640-1716), de latere hofarchitect van stadhouder Willem III en stadsarchitect, de opdracht het poortgebouw met daarin de regentenkamer te ontwerpen en de resterende huisjes te bouwen. Het echtpaar liet een prachtige 17e-eeuwse stadstuin aanleggen. Na de orkaan op 1 september 1717 werd de tuin herontworpen door de Franse tuinontwerper Emerry.
Boven de toegangspoort van het hofje bevindt zich een grote cartouche met de namen Meerman en Verburgh. Aan weerszijden hiervan zijn de familiewapens te zien: links een meerman met helm en zwaard en rechts twee paarden voor een toren.

## Regentenkamer
Op de eerste verdieping van het poortgebouw bevindt zich de regentenkamer waar vele familieportretten en portretten (conterfeitsels) van de stichters hangen. In de stichtingsbrief bepaalden zij dat "..onse eijgen Conterfeitsels, met die van onse Dogter Za. altijts sal moeten blijven.." en aldus geschiedde. De regentenkamer is een zeldzaam authentieke zaal die als vergaderruimte dienstdeed. Het gestucte plafond werd aangebracht bij een verbouwing van de Meermansburg in 1778-1780.
Tot op heden vergaderen de regenten er nog steeds, maar de zaal is ook te huur als trouwlocatie of voor ontvangsten en diners, waarbij het originele 18e-eeuwse tafelzilver wordt gebruikt. De zaal is een der oudste vergaderlocaties in Leiden.
In het gebouw hangen vier portretten die geschilderd zijn door Jan de Baen (Haarlem 1633 - Den Haag 1702), een leerling van Jacob Adriaensz Backer (Harlingen 1608 - Amsterdam 1651). Volgens het testament van Meerman en Verburg moeten zij 'eeuwig' in de kamer blijven hangen. Latere generaties regenten hebben familieportretten toegevoegd, zodat er nu een representatieve collectie portretten uit de 17e, 18e en 19e eeuw te zien is.

## Familie Meerman
Maerten Meerman was niet de enige belangrijke telg uit de familie. Zijn kleinzoon Gerardus Meerman (1722-1771), pensionaris van Rotterdam, en diens zoon Johan Meerman (1753-1815), beiden doctor in de rechtsgeleerdheid, liggen begraven in een praalgraf in de Pieterskerk te Leiden. Zij brachten een uitgebreide boekencollectie bijeen die sinds 1852 is ondergebracht in het boekenmuseum Meermanno in Den Haag. Verder was Johan Meerman in de Franse tijd senator van het Franse keizerrijk en werd hij in 1811 door Napoleon tot graaf verheven.